# Emma Johnson
Emma Johnson (n. Australia, 24 de febrero de 1980) es una nadadora australiana retirada especializada en pruebas de estilo libre, donde consiguió ser medallista de bronce olímpica en 1996 en los 4 × 200 m.

## Carrera deportiva
En los Juegos Olímpicos de Atlanta 1996 ganó la medalla de bronce en los relevos de 4 × 200 m estilo libre, con un tiempo de 8:05.47, tras Estados Unidos (oro) y Alemania (plata).
Además, ganó el oro en los 400 m estilos en el Mundial de Piscina Corta de Gotemburgo 1997.